# Congestus
Congestus is het tweede deel in de naam van wolkensoorten, die worden gebruikt als onderdeel van een internationaal systeem om wolken te classificeren naar eigenschap volgens de internationale wolkenclassificatie. Congestus betekent sterk opbollend. Als afkorting heeft congestus con. Er bestaat 1 wolkensoort die congestus als tweede deel van zijn naam heeft:
- Cumulus congestus (Cu con)

Congestuswolken zijn een ophoping tot bloemkoolachtige wolkenformaties met bobbels en uitstulpingen die worden veroorzaakt door aanhoudende opwaartse luchtverplaatsing. Ze veranderen voortdurend van vorm en hebben een grote verticale hoogte die groter is dan de basis.

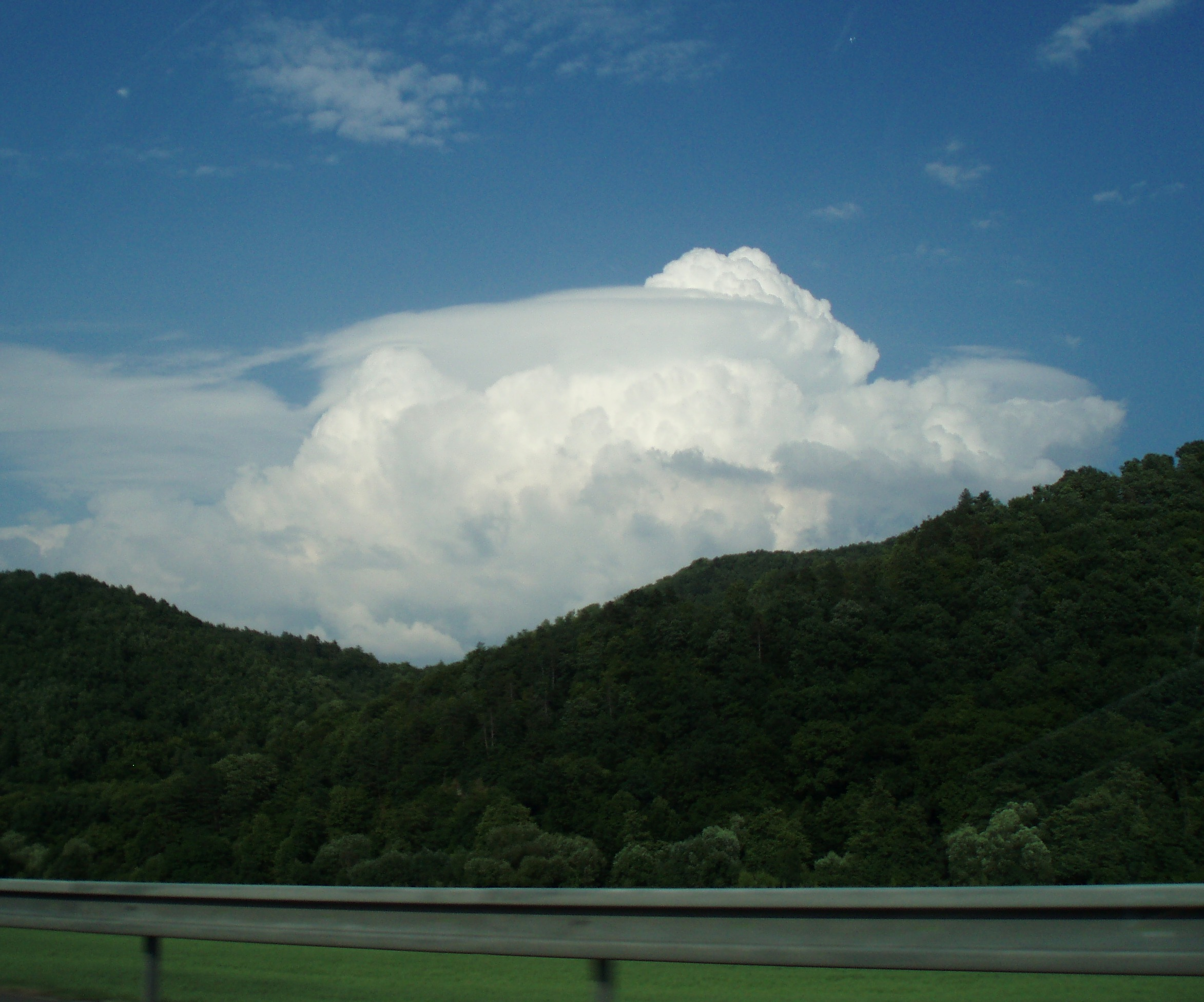
Cumulus congestus
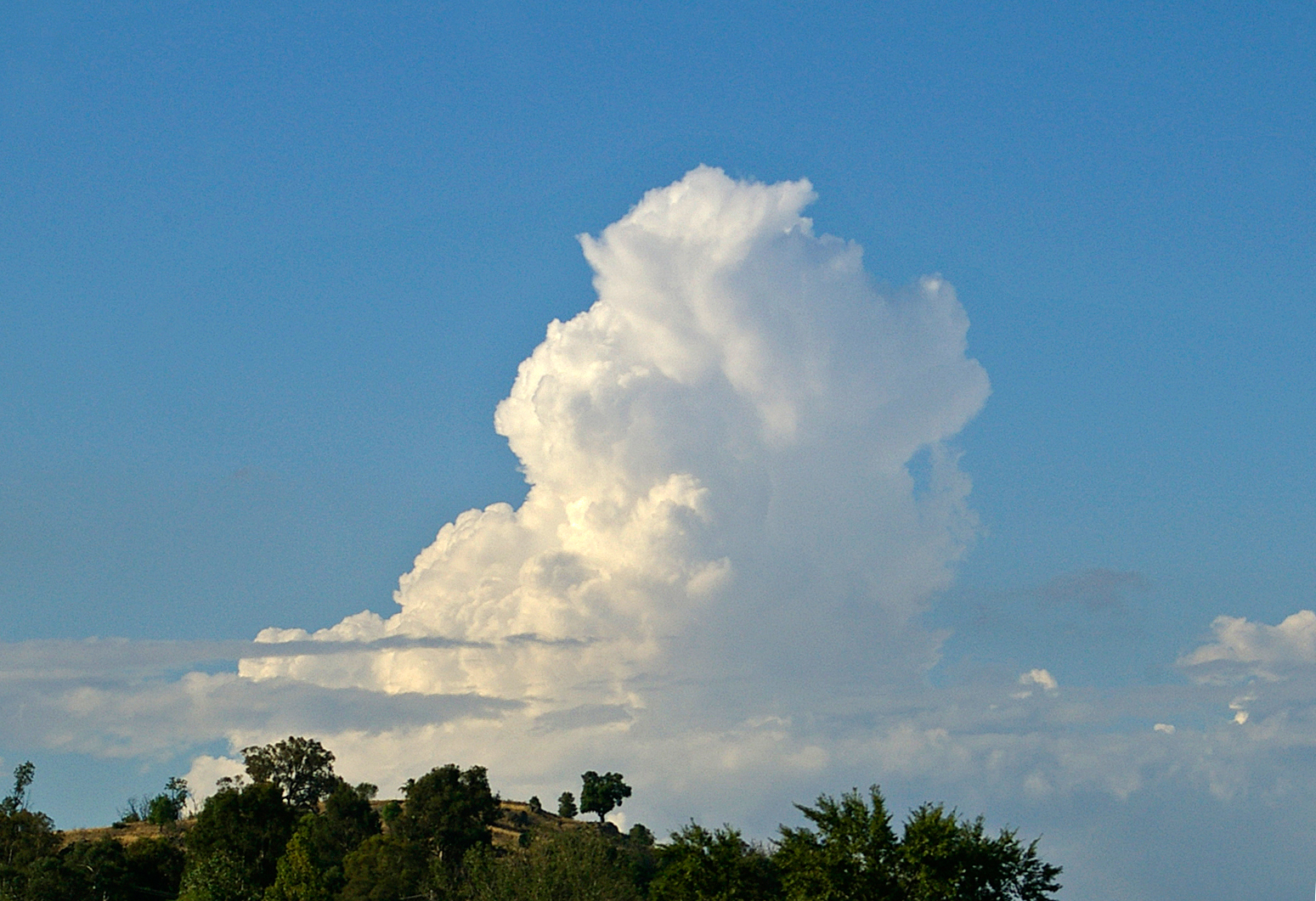
Cumulus congestus
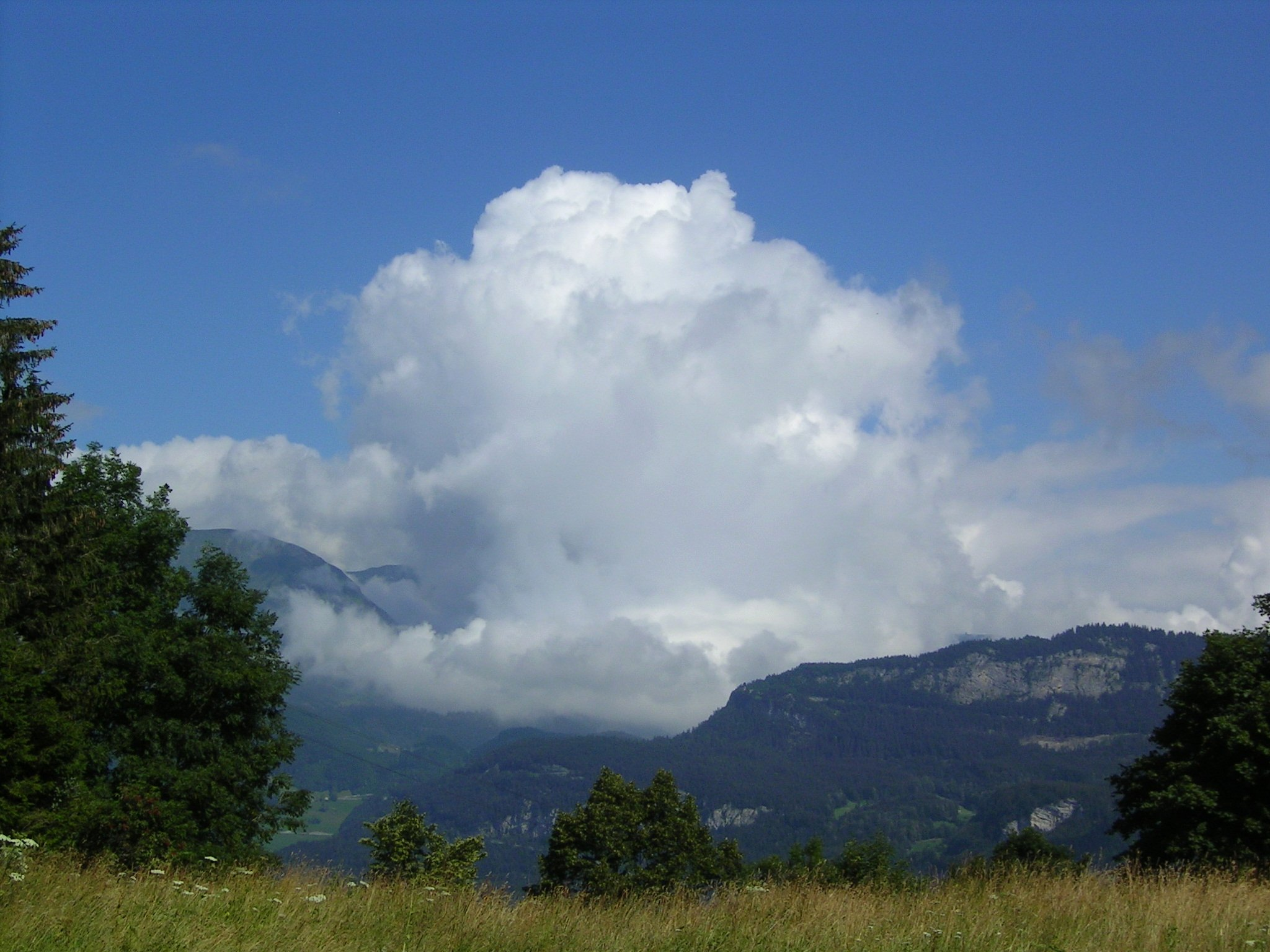
Cumulus congestus boven Urbachtal
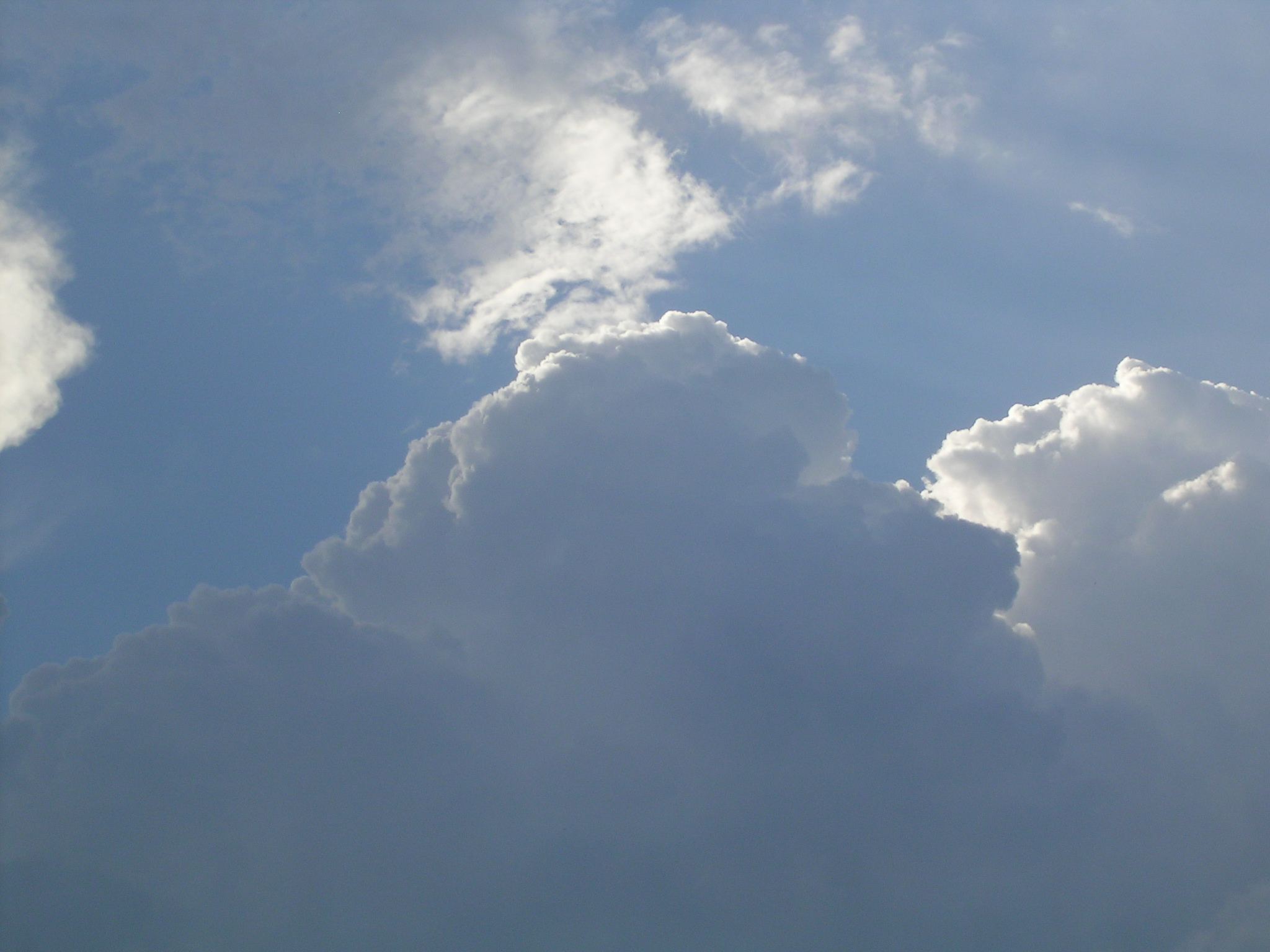
Cumulus congestus in de buurt van cirrocumulus (bovenaan)
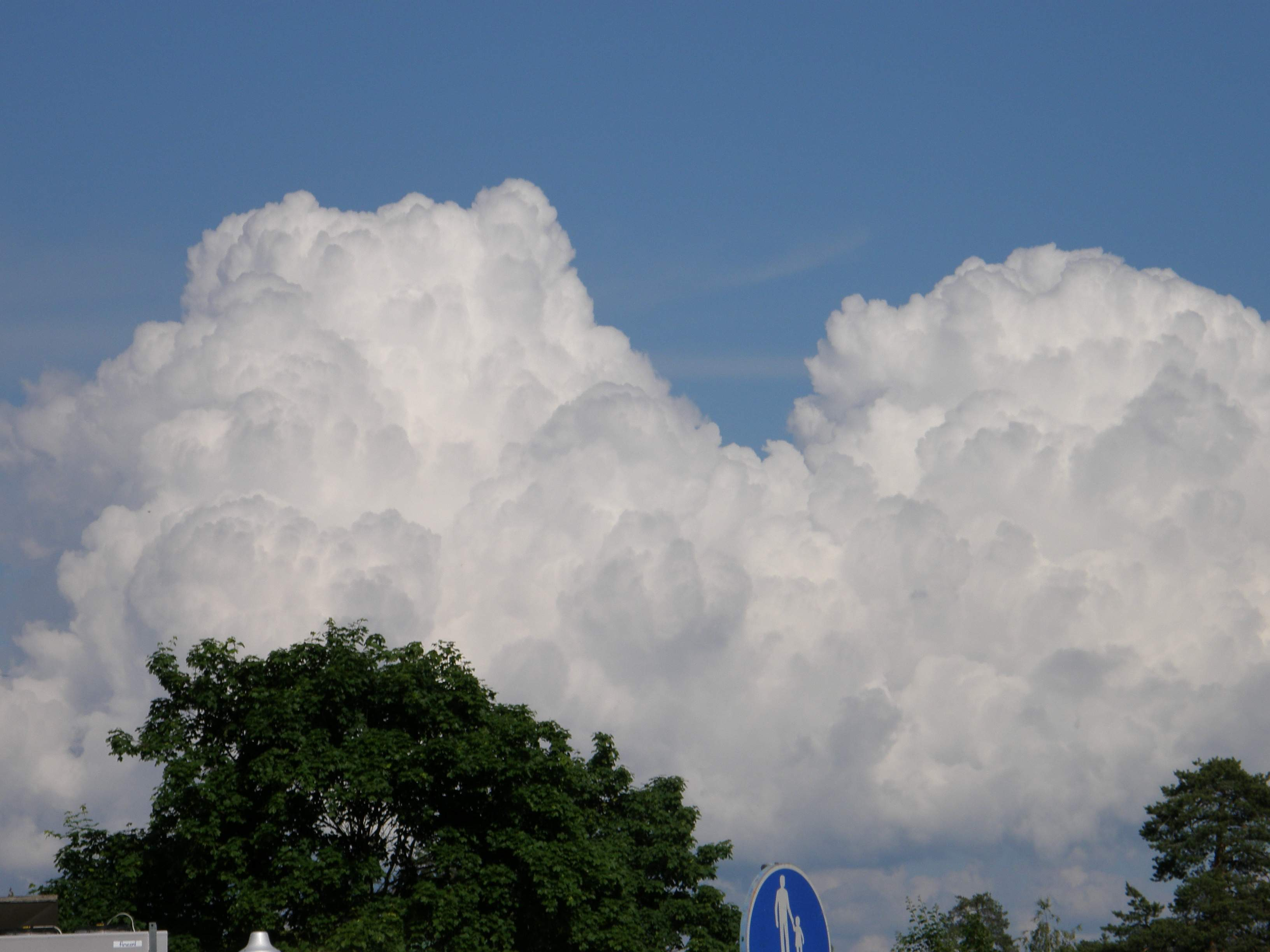
Grote cumulus congestus-wolk